# Miejski Zakład Komunikacji w Toruniu

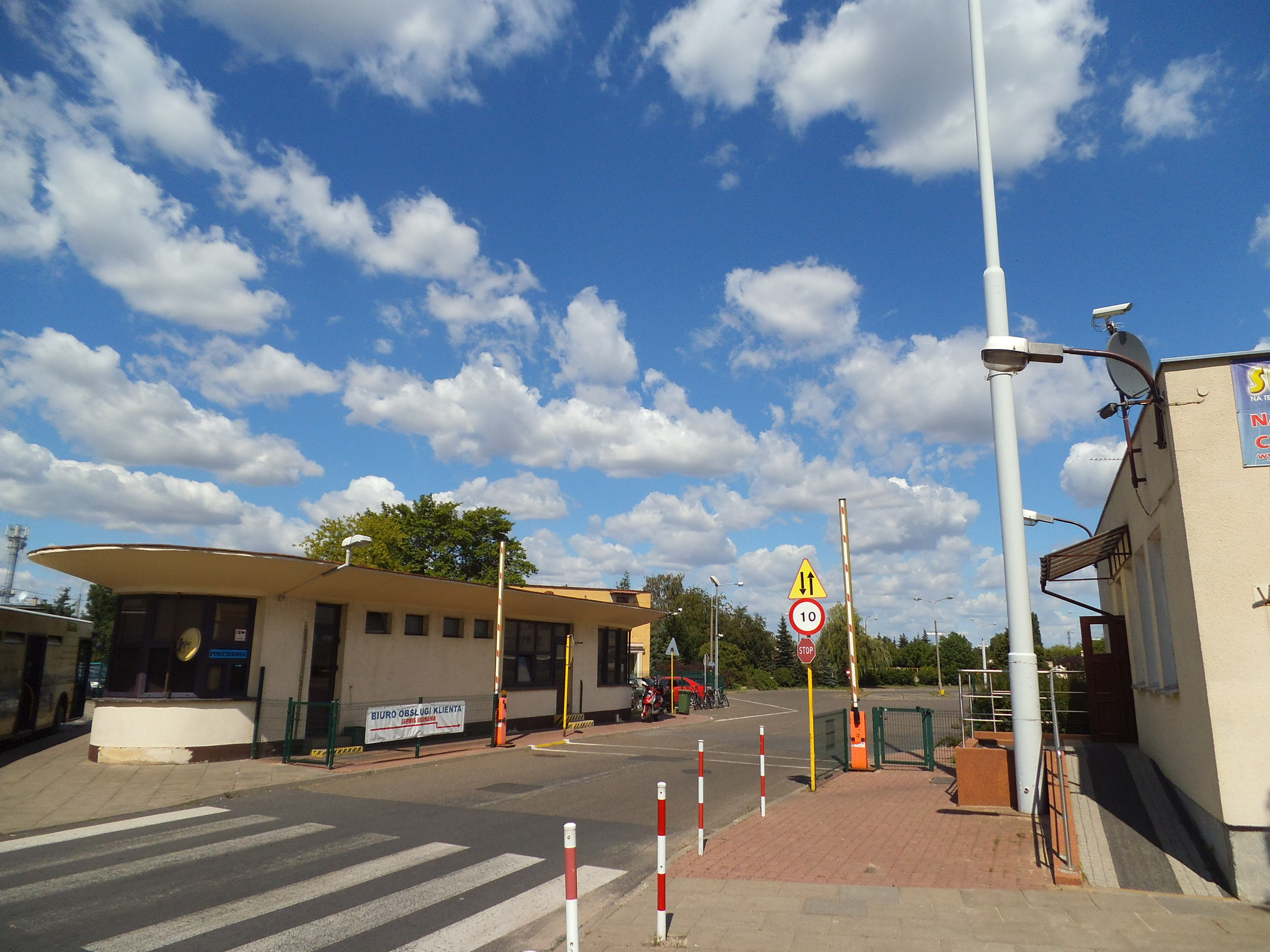
Brama wjazdowa do zajezdni autobusowej w Toruniu

Miejski Zakład Komunikacji w Toruniu sp. z o.o. – spółka świadcząca usługi przewozowe liniami tramwajowymi i autobusowymi na terenie Torunia oraz gmin: Lubicz, Zławieś Wielka oraz Obrowo. Siedziba spółki mieści się przy ulicy Sienkiewicza 24/26.
Od 2017 roku prezesem Miejskiego Zakładu Komunikacji jest Zbigniew Wyszogrodzki.

## Kalendarium
16 sierpnia 1890 roku berlińska firma Harestadt Contag uzyskała zgodę na ułożenie toru i koncesję na prowadzenie linii tramwajowej między Bydgoskim Przedmieściem a dworcem kolejowym Toruń Miasto. 21 grudnia 1901 roku koncesję przejęły Zakłady Elektryczne (Elektrizitätswerke Thorn) Miasta Torunia.
Pierwsze autobusy w Toruniu pojawiły się 16 listopada 1924 roku. Linia autobusowa obejmowała trasę pomiędzy dworcem Toruń Miasto a dworcem Toruń Główny (wówczas: Toruń Przedmieście). Nierentowną linię autobusową zawieszono kilkanaście miesięcy później. Ruch autobusowy wznowiono w 1940 roku. Pod koniec II wojny światowej Niemcy zniszczyli sieć autobusową, kradnąc bądź niszcząc tabor. Pierwszy autobus po wojnie uruchomiono 9 lutego 1946 roku. Początkowo poruszały się autobusy montowane z części wozów pozostałych po wojnie, a od 1952 roku MZK Toruń rozpoczęło kupno nowych autobusów. W 1976 roku przy ul. Legionów wybudowano zajezdnię autobusową.
W 2012 roku zakład przekształcono w spółkę z ograniczoną odpowiedzialnością.

## Statystyka
| Rok  | Liczba pasażerów (mln) |
| ---- | ---------------------- |
| 2004 | 56,286                 |
| 2008 | 46,489                 |
| 2009 | 42,155                 |
| 2010 | 43                     |
| 2011 | 43                     |
| 2012 | 43                     |
| 2013 | 44,629                 |